# Wilhelm Garvens (Sänger)

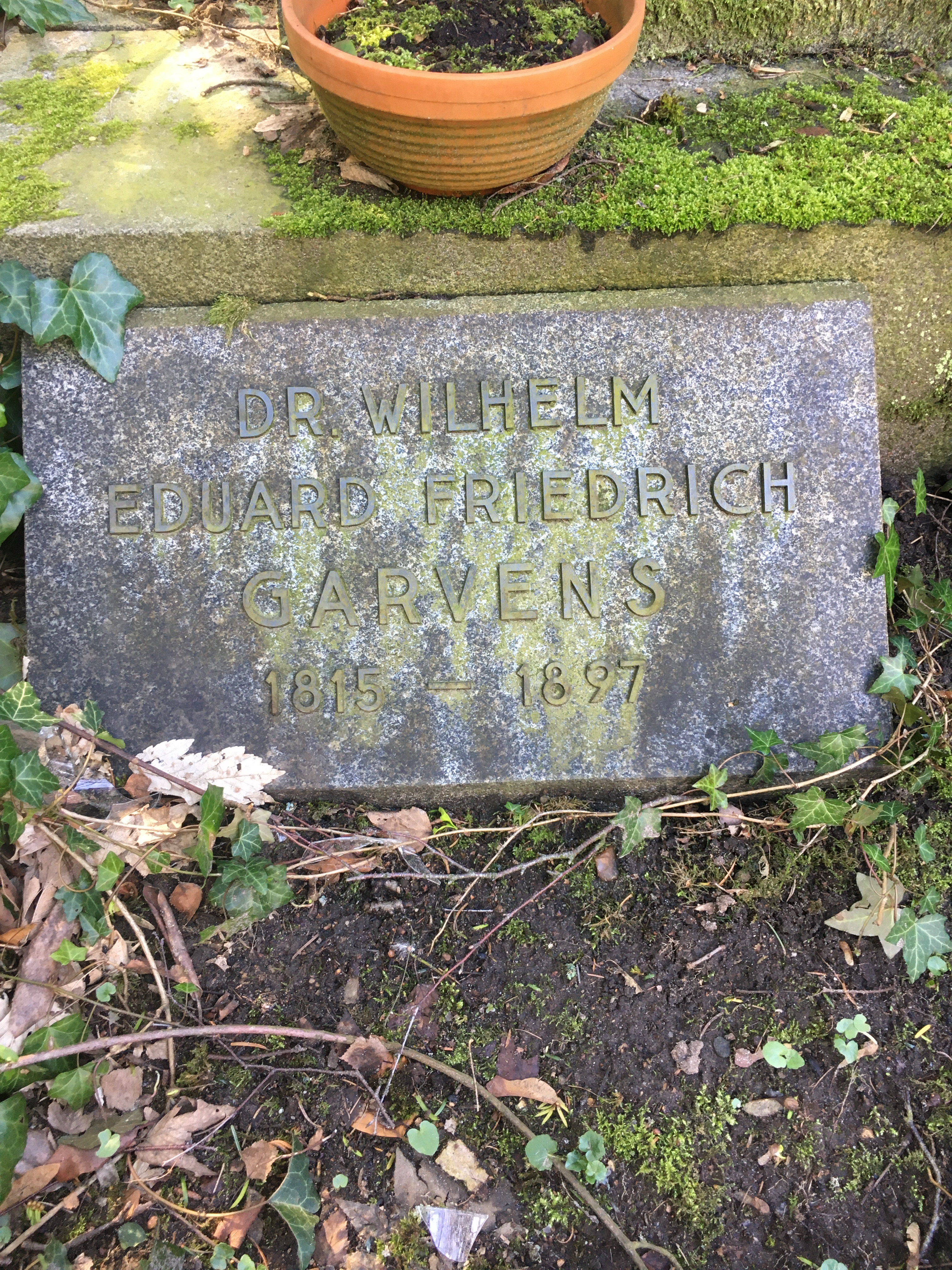
Kissenstein Wilhelm Garvens auf dem Friedhof Ohlsdorf

Wilhelm Garvens, vollständiger Name Friedrich Wilhelm Eduard Garvens (* 10. Juli 1815 in Hamburg; † 14. April 1897 ebenda) war ein deutscher Bühnen- und Konzertsänger in der Stimmlage Tenor sowie Gesangslehrer, Dirigent und Freimaurer.

## Leben

### Familie
Friedrich Wilhelm Eduard Garvens wurde 1815 in Hamburg geboren als viertes von fünf Kindern des aus Aerzen stammenden Hamburger Papierhändlers und Kaufmanns Wilhelm Hermann August Garvens (* 1. Juli 1768 in Aerzen; † in Hamburg) und der aus Lenzen stammenden Johanne Friederike Sophia, geborene Deter (* 27. Mai 1785 in Lenzen; 20. Januar 1870 in Hamburg).

### Werdegang
Garvens wurde zwischen 1837 und 1839 von Adolf Bernhard Marx in Berlin musikalisch ausgebildet. Das gleichzeitige Medizinstudium schloss er 1841 in Halle (Saale) mit der Promotion zum Dr. med. ab. 1842 gründete er in Würzburg die Liedertafel, welche aus mehreren Vorgängerorganisationen hervorging. Von 1843 bis 1852 wirkte er in Bayern und Österreich als Bühnensänger mit der Stimmlage Tenor, daneben war er zeitweise Chormeister des Männergesangsvereins in Graz. 1852 kehrte Garvens nach Hamburg zurück, wo er als Gesangslehrer arbeitete. 1855 gründete er in Hamburg die „Akademie Dr. Garvens“, an der Gesangsunterricht für Männerstimmen erteilt wurde. Dort entstand 1858 das doppelt besetzte „Quartett Dr. Garvens“ unter seiner Leitung. Er gehörte der Hamburger Freimaurerloge Absalom zu den drei Nesseln an.
Garvens wurde in der Familiengrabstätte auf dem Friedhof Ohlsdorf beigesetzt. Sie befindet sich im Planquadrat Z 19 direkt an der Waldstraße.

## Archivalien
Archivalien von und über Wilhelm Garvens finden sich beispielsweise
- im Staatsarchiv der Freien und Hansestadt Hamburg als „Zeitungsausschnittsammlung“ unter der Archivaliensignatur Staatsarchiv Hamburg, 731-8_A 757 Garvens, Wilhelm.[2]